# Maleyek
Maleyek (persiska: مليک) är en ort i Iran.   Den ligger i provinsen Mazandaran, i den norra delen av landet, 170 km nordost om huvudstaden Teheran. Maleyek ligger 31 meter över havet och antalet invånare är 329.
Terrängen runt Maleyek är platt åt nordväst, men åt sydost är den kuperad. Runt Maleyek är det ganska tätbefolkat, med 111 invånare per kvadratkilometer. Närmaste större samhälle är Sari, 3,4 km nordost om Maleyek. I omgivningarna runt Maleyek växer i huvudsak blandskog.